# Frank López (calciatore 1989)
Frank López (3 dicembre 1989) è un calciatore beliziano, difensore del Police United.

## Carriera

### Club
Gioca dal 2011 al 2014 al Belize Defence Force. Nel 2014 viene acquistato dal Police United.

### Nazionale
Viene convocato per la CONCACAF Gold Cup 2013, ma non riesce ad ottenere alcuna presenza nella competizione. Debutta in Nazionale il 10 settembre 2014, in El Salvador-Belize (2-0).

## Statistiche

### Cronologia presenze e reti in Nazionale
| Cronologia completa delle presenze e delle reti in nazionale ― Belize | Cronologia completa delle presenze e delle reti in nazionale ― Belize | Cronologia completa delle presenze e delle reti in nazionale ― Belize | Cronologia completa delle presenze e delle reti in nazionale ― Belize | Cronologia completa delle presenze e delle reti in nazionale ― Belize | Cronologia completa delle presenze e delle reti in nazionale ― Belize | Cronologia completa delle presenze e delle reti in nazionale ― Belize | Cronologia completa delle presenze e delle reti in nazionale ― Belize |
| Data                                                                  | Città                                                                 | In casa                                                               | Risultato                                                             | Ospiti                                                                | Competizione                                                          | Reti                                                                  | Note                                                                  |
| --------------------------------------------------------------------- | --------------------------------------------------------------------- | --------------------------------------------------------------------- | --------------------------------------------------------------------- | --------------------------------------------------------------------- | --------------------------------------------------------------------- | --------------------------------------------------------------------- | --------------------------------------------------------------------- |
| 10-09-2014                                                            | Houston                                                               | El Salvador                                                           | 2 – 0                                                                 | Belize                                                                | Qual. Gold Cup 2015                                                   | -                                                                     |                                                                       |
| Totale                                                                |                                                                       | Presenze                                                              | 1                                                                     |                                                                       | Reti                                                                  | 0                                                                     |                                                                       |